# Joanna Mirek
Joanna Mirek (née Podoba le 17 février 1977 à Myślenice) est une ancienne joueuse de volley-ball polonaise, désormais entraîneur. Elle mesure 1,86 m et jouait au poste d'attaquante. Elle a totalisé 70 sélections en équipe de Pologne.

## Clubs
| Club                 | De        | À         |
| -------------------- | --------- | --------- |
| Dalin Myślenice      |           | 1992-1993 |
| Wisła Cracovie       | 1993-1994 | 1996-1997 |
| Dick-Black Andrychów | 1997-1998 | 1997-1998 |
| KPSK Stal Mielec     | 1998-1999 | 1999-2000 |
| PTPS Piła            | 2000-2001 | 2001-2002 |
| Romanelli Firenze    | 2002-2003 | 2002-2003 |
| PTPS Piła            | 2003-2004 | 2003-2004 |
| Muszynianka Muszyna  | 2004-2005 | 2005-2006 |
| Toulitsa Toula       | 2006-2007 | 2006-2007 |
| Muszynianka Muszyna  | 2007-2008 | 2009-2010 |
| Budowlani Łódź       | 2010-2011 | 2011-2012 |
| PSPS Chemik Police   | 2012-2013 | 2013-2014 |

## Palmarès

### Équipe nationale
- Championne d'Europe
  - Vainqueur : 2003, 2005.

### Clubs
- Championnat de Pologne
  - Vainqueur : 2001, 2002, 2006, 2008, 2009, 2014.
  - Finaliste : 1994, 1998, 2000, 2010.
- Coupe de Pologne
  - Vainqueur : 2002, 2003, 2014.
- Supercoupe de Pologne
  - Vainqueur : 2009.